# Боснія і Герцеговина на зимових Олімпійських іграх 2002
Боснія і Герцеговина брала участь у зимових Олімпійських іграх 2002 року у Солт-Лейк-Сіті (США), втретє за свою історію. Олімпійська збірна країни складалася з 2 спортсменів (2 чоловіків), які взяли участь в 1 виді спортивних змагань: з гірськолижного спорту. Прапороносцем на церемоніях відкриття та закриття був гірськолижник Еніс Бечирбегович. Олімпійці Боснії і Герцеговини не завоювали жодної медалі.

## Гірськолижний спорт
| Спортсмен         | Змагання                     | Спуск 1 | Спуск 2 | Загальний | Місце |
| ----------------- | ---------------------------- | ------- | ------- | --------- | ----- |
| Тахір Бисич       | гігантський слалом, чоловіки | 1:18.96 | 1:17.21 | 2:36.17   | 44    |
| Тахір Бисич       | слалом, чоловіки             | 57.55   | 1:00.17 | 1:57.72   | 29    |
| Еніс Бечирбегович | гігантський слалом, чоловіки | 1:17.56 | DNF     | DNF       | –     |

Чоловіки, комбінація
| Спортсмен   | Швидкісний спуск | Слалом | Слалом | Загалом       | Загалом |
| Спортсмен   | Час              | Час 1  | Час 2  | Загальний час | Місце   |
| ----------- | ---------------- | ------ | ------ | ------------- | ------- |
| Тахір Бисич | 1:48.68          | DNF    | –      | DNF           | –       |